# Pila-Canale
Pila-Canale (en cors Pila è Canali) és un municipi francès, situat a la regió de Còrsega, al departament de Còrsega del Sud. L'any 1999 tenia 278 habitants.

## Demografia
| 1962 | 1968 | 1975 | 1982 | 1990 | 1999 |
| ---- | ---- | ---- | ---- | ---- | ---- |
| 461  | 488  | 408  | 305  | 265  | 278  |

## Administració
| Període   | Identitat          | Partit | Qualitat |
| --------- | ------------------ | ------ | -------- |
| 2006-     | Antoine de Peretti |        |          |
| 1983-2006 | Robert Feliciaggi  | DVD    |          |

## Personalitats il·lustres
- Robert Feliciaggi, antic alcalde de Pila-Canale.
- Jean-Jé Colonna, antic resistent.